# Guido Hiller
Guido Hiller (* 1. Oktober 1964 in Ost-Berlin) ist ein ehemaliger deutscher Eishockeyspieler, der über viele Jahre für die Eisbären Berlin und den SC Dynamo Berlin spielte. Sein Vater Bernd Hiller ist ebenfalls ein ehemaliger Eishockeyspieler und gehörte in den 1960er-Jahren zum Stamm der DDR-Nationalmannschaft.

## Karriere
Guido Hiller begann mit sieben Jahren mit dem Eishockeyspiel und gehörte dem SC Dynamo Berlin an, für den er alle Nachwuchsmannschaften durchlief. 1983 stand er das erste Mal für Dynamo in der DDR-Oberliga auf dem Eis, bevor er ab 1985 fest zum Kader der ersten Mannschaft gehörte.
Im September 1984 flüchtete Guido Hiller im Rahmen der Teilnahme des SC Dynamo Berlin am Oberaargauer Cup  in Langenthal über Kloten in die Bundesrepublik Deutschland. Anschließend trainierte er beim Mannheimer ERC, durfte aber aufgrund einer 18-monatigen Sperre nicht spielen und kehrte einige Monate später wieder in die DDR zurück. Nach einer kurzen Sperre durften Hiller und Stefan Steinbock, der drei Monate nach Hiller ebenfalls geflüchtet war und schon nach einer Woche wieder in die DDR zurückkehrte, wieder für den SC Dynamo spielen.
1990 entstand aus der Sektion Eishockey des SC der EHC Dynamo Berlin, für den Hiller bis 1995 in der 1. und 2. Bundesliga sowie in der DEL aktiv war. 1995 wechselte er als 30-Jähriger zum ETC Crimmitschau in die 1. Liga, nachdem er zuvor 23 Jahre ausschließlich bei Dynamo Berlin gespielt hatte. Hiller blieb bis 1998 in Crimmitschau, bevor er zum ESC Dresden in die Sachsenliga wechselte. 1999 wurde sein neuer Verein in die Eishockey-Oberliga aufgenommen und nannte sich fortan Dresdner Eislöwen. Bei den Eislöwen bekleidete er zunächst das Amt des Assistenzkapitäns, in der Spielzeit 2001/2 war er Mannschaftskapitän. 2002 wechselte er in die Regionalliga zu den Saale-Teufeln Halle, bevor er 2004 seine Karriere beendete.

## International
Guido Hiller absolvierte insgesamt 75 Spiele für die DDR-Nationalmannschaft und kam nach der Wende auch zweimal in der deutschen Nationalmannschaft zum Einsatz. Er stand bei zwei Weltmeisterschaften auf dem Eis, 1983 und 1985.

## Erfolge
- mehrfacher DDR-Eishockeymeister mit Dynamo Berlin
- Wiederaufstieg 1992 in die 1. Bundesliga